# لويس إل. دومينغيز
لويس إل. دومينغيز هو كاتب ودبلوماسي وصحفي واقتصادي ومؤرخ وسياسي أرجنتيني، ولد في 15 مارس 1819 في بوينس آيرس في الأرجنتين، وتوفي في 20 يوليو 1898 في لندن في المملكة المتحدة.

## مناصب
- انتخب ambassador of Argentina to Brazil ‏ (1874 – 1874).
- انتخب ambassador of Argentina to the United States ‏ (1881 – 1884).
- انتخب ambassador of Argentina to the United Kingdom ‏ (12 أكتوبر 1890 – 20 يوليو 1898).
- انتخب سفير الأرجنتين لدى إسبانيا ‏.